# Planá nad Lužnicí
Planá nad Lužnicí település Csehországban, a Tábori járásban. Planá nad Lužnicí Košice, Skalice, Zhoř u Tábora, Ústrašice, Tábor, Turovec, Radimovice u Želče és Sezimovo Ústí településekkel határos. Lakosainak száma 4556 fő (2024. január 1.).

## Népesség
A település lakosságának változását az alábbi diagram mutatja:
| Lakosok száma | 1142 | 1063 | 1278 | 2123 | 3078 | 3844 | 3964 | 4132 | 4234 | 4556 |
|               | 1869 | 1900 | 1921 | 1961 | 1980 | 2011 | 2016 | 2019 | 2021 | 2024 |